# Agropsar
Az Agropsar a madarak osztályának verébalakúak (Passeriformes) rendjébe és a seregélyfélék (Sturnidae) családjába tartozó nem.

## Rendszerezésük
A nemet Eugene William Oates brit ornitológus írta le 1889-ben, az alábbi fajok tartoznak ide:
- bíborhátú seregély (Agropsar sturninus)
- Fülöp-szigeteki seregély (Agropsar philippensis)